# Chelidinus helleri
Chelidinus helleri är en insektsart som beskrevs av Dlabola 1980. Chelidinus helleri ingår i släktet Chelidinus och familjen dvärgstritar. Inga underarter finns listade i Catalogue of Life.